# Valea Mare (Ungheni)
Valea Mare  è un comune della Moldavia situato nel distretto di Ungheni di 3.304 abitanti al censimento del 2004.

## Località
Il comune è formato dall'insieme della seguenti località (popolazione 2004):
- Valea Mare (1.564 abitanti)
- Buzduganii de Jos (539 abitanti)
- Buzduganii de Sus (561 abitanti)
- Morenii Vechi (640 abitanti)